# Sylvia Specht
Sylvia Specht, verh. Pranjkovic, (* 15. November 1966 in Töging am Inn) ist eine deutsche Tischtennis-Bundesligaspielerin. Bei Deutschen Einzelmeisterschaften der Erwachsenen gewann sie eine Bronzemedaille.

## Werdegang
Sylvia Specht begann mit dem Tischtennissport beim TuS Töging. 1985 schloss sie sich dem Bundesligaverein VSC 1862 Donauwörth an. Nach einem zweijährigen Zwischenspiel beim SV Casino Kleinwalsertal wurde sie 1993 vom FC Langweid verpflichtet, mit dessen Damenmannschaft sie 1995 ETTU-Pokalsieger und 1996 Deutscher Meister wurde. 1994 heiratete sie den kroatischen Tischtennisspieler Boris Pranjkovic, seitdem tritt sie unter ihrem Ehenamen Pranjkovic auf.
Bei bayerischen Meisterschaften gewann sie im Zeitraum 1985 bis 1994 insgesamt zehn Titel.  Ihr größter Erfolg in Einzelwettbewerben war Bronze im Doppel mit Sandra Peter bei der Deutschen Meisterschaft 1995.

## Familie
Tischtennis wird in der Familie Specht/Pranjkovic intensiv betrieben. Sylvias jüngere Schwester Monika Specht spielte Mitte der 1990er Jahre mit SV Casino Kleinwalsertal in der 2. Bundesliga. Die Tochter Naomi Pranjkovic wurde 2019 und 2022 Deutsche Meisterin der Schüler und Jugend im Einzel und Doppel und siegte mehrmals bei bayerischen Meisterschaften.